# Andiast
Andiast (tot 1943 in het Duits Andest; Italiaans (verouderd): Andesto) is een plaats en voormalige gemeente in het Zwitserse kanton Graubünden en maakt deel uit van het district Surselva. Andiast telt 209 inwoners (31-12-2013).